# Jacob Jan Coenraad Spöhler
Jacob Jan Coenraad Spöhler (Amsterdam, 17 oktober 1837 – aldaar, 28 juni 1894) was een Nederlandse kunstschilder.

## Leven en werk
Spöhler, ook Spohler, was een zoon van de schilder Jan Jacob Spöhler en Catharina Wilhelmina Elisabeth Giethoorn. Hij bleef vrijgezel. Hij was een broer van Johannes Franciscus Spöhler, die ook schilder werd.
Spöhler leerde het vak van zijn vader en schilderde in dezelfde stijl landschappen, stadsgezichten en winterse taferelen met ijsvermaak. Hij exposeerde op de tentoonstellingen van Levende Meesters en onder andere in Groningen en Rotterdam.  
De schilder overleed op 56-jarige leeftijd in zijn woonplaats Amsterdam.

## Galerij

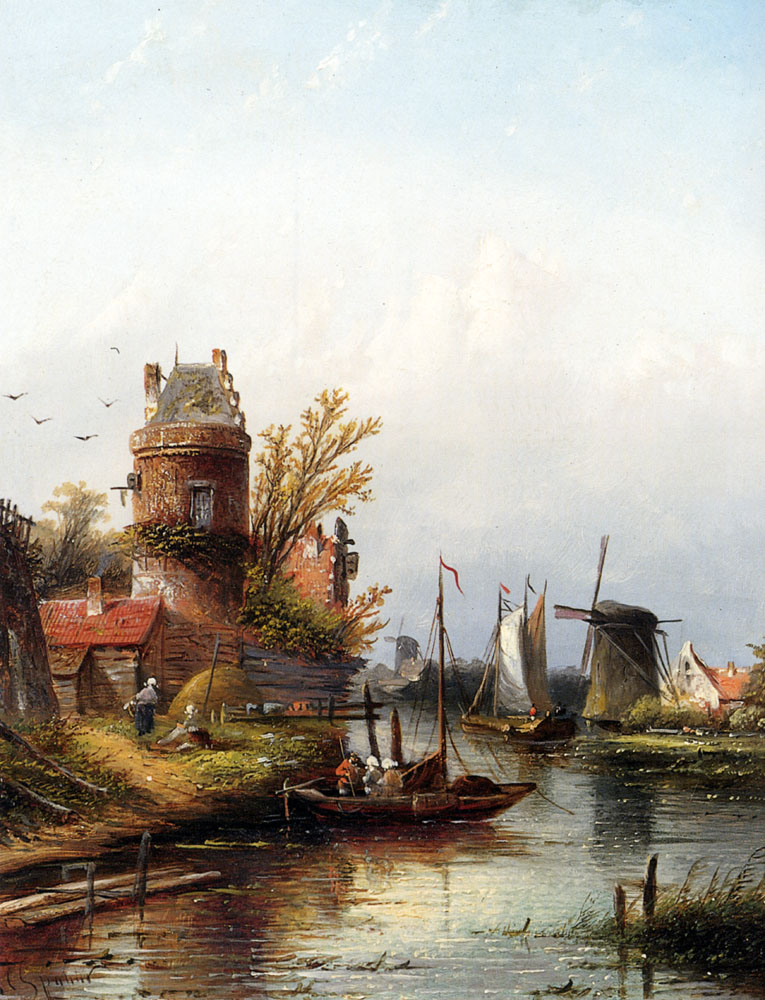
Zicht op Buiksloot
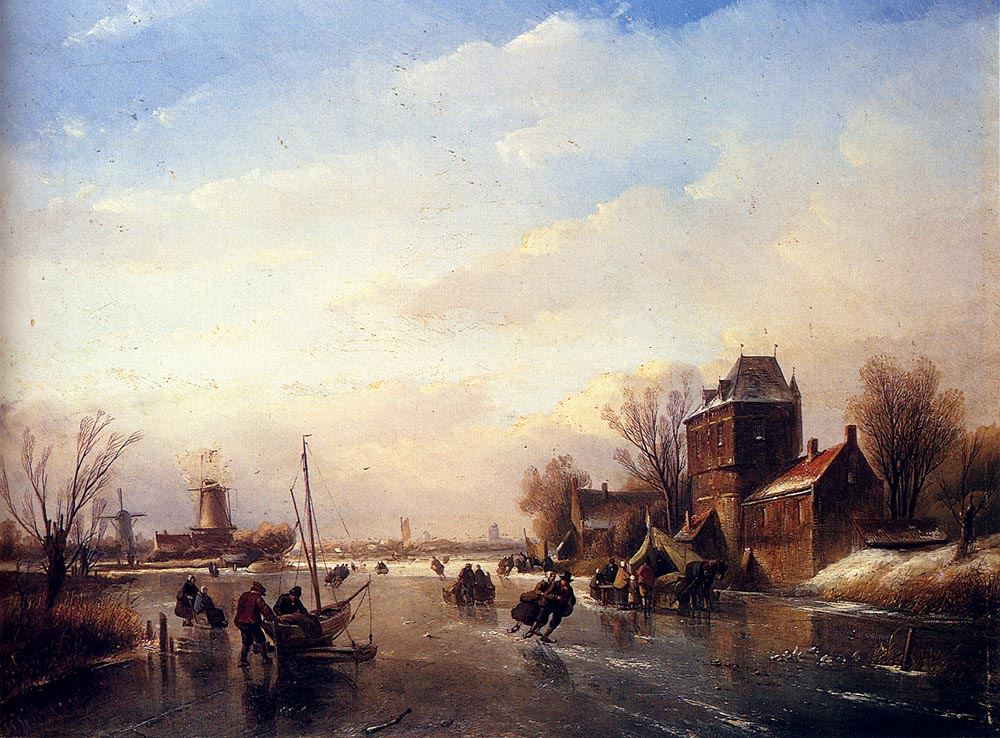
Schaatsers
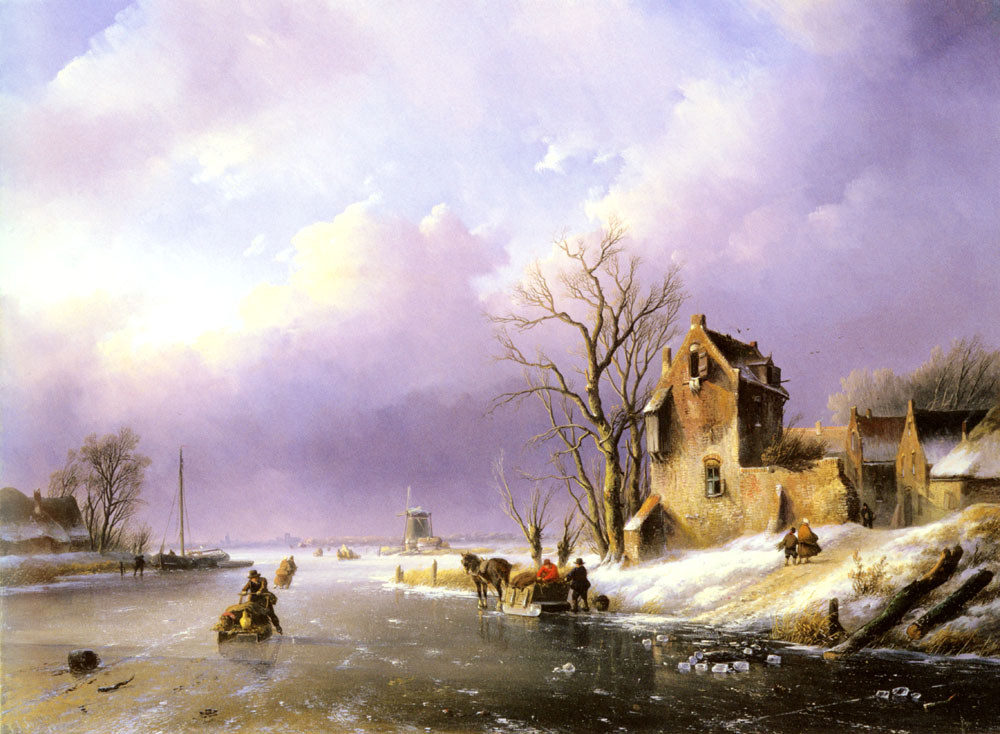
Winterlandschap